# Heteronotia spelea
Espèce
Synonymes
- Heteronota spelea Kluge, 1963

Heteronotia spelea est une espèce de geckos de la famille des Gekkonidae.

## Répartition
Cette espèce est endémique du Pilbara en Australie-Occidentale.

## Publication originale
- Kluge, 1963 : A review of the gekkonid lizard genus Heteronota Gray, with a description of a new species from Western Australia. Journal of the Royal Society of Western Australia, vol. 46, p. 63-67.